# Alan Tudyk

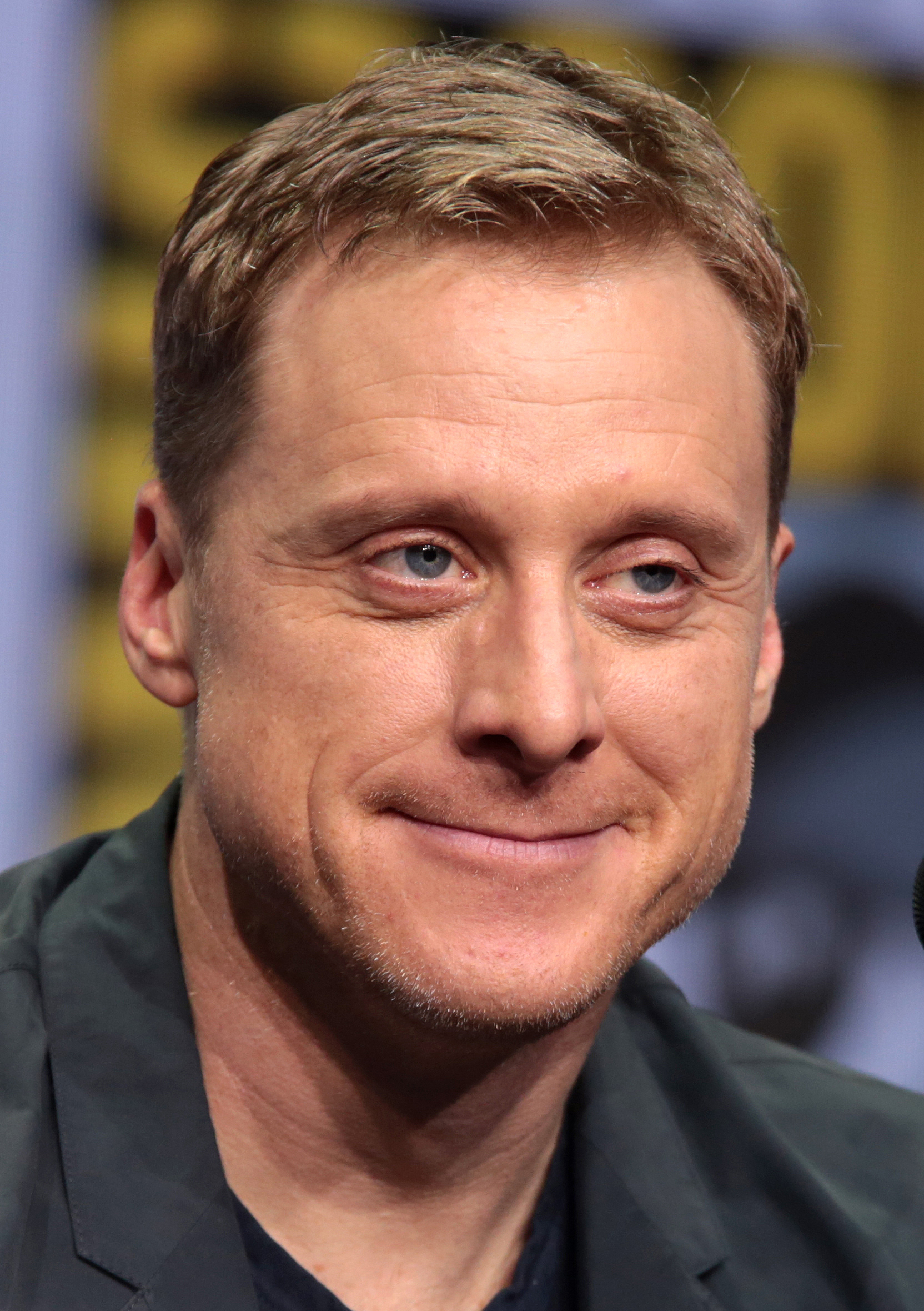
Alan Tudyk (2017)

Alan Wray Tudyk (* 16. März 1971 in El Paso, Texas) ist ein US-amerikanischer Schauspieler und Synchronsprecher.

## Leben und Karriere
Alan Wray Tudyk wuchs in Plano im US-Bundesstaat Texas auf. Nach der Highschool besuchte er von 1990 bis 1991 das Lon Morris Junior College in Jacksonville, an dem er Drama studierte. Während dieser Zeit war er aktives Mitglied von Delta Psi Omega, der Collegegruppe der amerikanischen Theatervereinigung Alpha Psi Omega. 1991 gewann er den 'Academic Excellence Award for Drama.
1993 führte er sein Studium an der Juilliard School fort, die er jedoch 1996 vorzeitig und ohne Abschluss verließ. Seine erste Filmrolle hatte er 1997 im Independent-Drama 35 Miles from Normal. Ein Jahr später folgte ein Auftritt in Patch Adams, der jedoch nicht viel Aufmerksamkeit erregte. Mehr Erfolg hatte er 2000 mit seiner Rolle in 28 Tage. Es folgten der Film Die WonderBoys und 2001 Ritter aus Leidenschaft.
2002 synchronisierte er zwei Charaktere in Ice Age. Im selben Jahr wurde er von Joss Whedon für eine Hauptrolle in dessen neuer Serie Firefly – Der Aufbruch der Serenity engagiert. Im Jahr 2004 spielte er in Voll auf die Nüsse und kurz darauf in I, Robot, in dem er jedoch nach der Computerbearbeitung nicht mehr zu erkennen ist.
Nach der Serie Into the West – In den Westen folgte 2005 der auf Firefly basierende Kinofilm Serenity – Flucht in neue Welten.
Mit Con Man hat Alan Tudyk inzwischen eine eigene Serie, in welcher er als Hauptdarsteller, Produzent und Drehbuchautor tätig ist. Neben seinen alten Firefly-Kollegen kommen viele weitere bekannte Gesichter aus SciFi-Serien und -Filmen vor, teils in Rollen, teils spielen sie sich selbst. Die Serie wurde mit über 3 Mio. US-Dollar über Crowdfunding mittels Indiegogo finanziert und wurde zunächst exklusiv über Vimeo vertrieben.
Seit 2021 spielt er die Hauptrolle eines außerirdischen Besuchers auf der Erde in der Serie Resident Alien.

### Theaterkarriere
Im Jahr 1999 hatte Tudyk seinen ersten Broadway-Auftritt im Stück Epic Proportions. Er hatte ebenfalls Rollen in Wonder of the World, The Most Fabulous Story Ever Told, Misalliance, Oedipus und Bunny Bunny. Von Juni bis Dezember 2005 vertrat er Hank Azaria in Monty Python’s Spamalot.

## Filmografie (Auswahl)
- 1997: 35 Miles from Normal
- 1998: Patch Adams
- 2000: Die WonderBoys (Wonder Boys)
- 2000: 28 Tage (28 Days)
- 2000: Strangers with Candy (Fernsehserie, Episode 2x08–2x09)
- 2000: Frasier (Fernsehserie)
- 2001: Ritter aus Leidenschaft (A Knight’s Tale)
- 2001: Hearts in Atlantis
- 2002–2003: Firefly – Der Aufbruch der Serenity (Firefly, Fernsehserie, 14 Episoden)
- 2004: Voll auf die Nüsse (Dodgeball)
- 2004: I, Robot
- 2005, 2013: Arrested Development (Fernsehserie, 3 Episoden)
- 2005: Simple Lies (Rx)
- 2005: Into the West – In den Westen (Into the West, Fernsehserie, Episode 1x01)
- 2005: Serenity – Flucht in neue Welten (Serenity)
- 2006: CSI: Vegas (CSI: Crime Scene Investigation, Fernsehserie, Episode 7x06)
- 2007: Sterben für Anfänger (Death at a Funeral)
- 2007: Beim ersten Mal (Knocked Up)
- 2007: Todeszug nach Yuma (3:10 to Yuma)
- 2008: Meet Market
- 2009: V – Die Besucher (V, Fernsehserie, 3 Episoden)
- 2009–2010: Dollhouse (Fernsehserie, 5 Episoden)
- 2010: Tucker and Dale vs Evil
- 2010: Beautiful Boy
- 2011: Transformers 3 (Transformers: Dark of the Moon)
- 2011: Conception
- 2011–2014: Suburgatory (Fernsehserie, 44 Episoden)
- 2012: Abraham Lincoln Vampirjäger
- 2013: 42 – Die wahre Geschichte einer Sportlegende (42)
- 2014: Der Zufrühkommer (Premature)
- 2014: Willkommen bei Alice (Welcome to Me)
- 2015: Maze Runner – Die Auserwählten in der Brandwüste (Maze Runner: The Scorch Trials)
- seit 2015: Con Man (Webserie)
- 2015: Oddball – Retter der Pinguine (Oddball)
- 2015: Trumbo
- 2016: Rogue One: A Star Wars Story
- 2017: Powerless (Fernsehserie, 12 Episoden)
- 2017: Dirk Gentlys holistische Detektei (Dirk Gently’s Holistic Detective Agency, Fernsehserie, 6 Episoden)
- 2018: Deadpool 2
- 2019: Doom Patrol (Fernsehserie)
- 2019–2022: The Rookie (Fernsehserie, Episoden 2x08 und 4x22)
- 2021–2025: Resident Alien (Fernsehserie, 44 Episoden)
- 2023: Peter Pan & Wendy
- 2023: Drei Gänge und ein Todesfall (The Trouble with Jessica)
- 2025: Andor (Fernsehserie)
- 2025: Superman

## Synchronsprecher (Auswahl)
- 2002: Ice Age
- 2006: Ice Age 2 – Jetzt taut’s (Ice Age 2: The Meltdown)
- 2009: Astro Boy – Der Film (Astro Boy) (verschiedene Charaktere)
- seit 2011: American Dad (verschiedene Charaktere)
- 2011: Alvin und die Chipmunks 3: Chipbruch (Alvin and the Chipmunks: Chipwrecked)
- 2012: Ice Age 4 – Voll verschoben (Ice Age: Continental Drift)
- 2012: Ralph reichts (Wreck-It Ralph, Stimme von King Candy)
- 2013: Die Eiskönigin – Völlig unverfroren (Frozen, Stimme vom Herzog von Pitzbühl)
- 2014: Baymax – Riesiges Robowabohu (Big Hero 6, Stimme von Alistair Krei)
- 2015–2019: Star gegen die Mächte des Bösen (verschiedene Charaktere)
- 2016: Zoomania (Zootopia, Stimme von Duke Weaselton)
- 2016: Vaiana (Moana, Stimme von Heihei)
- 2016–2018: Der gestiefelte Kater – Abenteuer in San Lorenzo (Uli)
- 2017–2019: The Tick (Fernsehserie, Stimme von Dangerboat)
- 2019: Aladdin (Stimme von Iago)
- 2019: Harley Quinn (Fernsehserie, Stimme von Joker)
- 2020: Rick and Morty (Fernsehserie, Episode 4x07)
- 2021: Raya und der letzte Drache (Raya and the Last Dragon, Stimme von Tuk Tuk)
- 2021: Encanto (Stimme von Pico)
- 2022: Zoomania+ (Zootopia+, Stimme von Duke Weaselton)
- 2023: Marvel’s Spider-Man 2 (Videospiel)
- 2023: Wish (Stimme von Valentino und Stern)
- 2024: Vaiana 2 (Moana 2, Stimme von Heihei)
- seit 2024: Creature Commandos (Fernsehserie, Stimme von Doctor Phosphorus, Clayface und Will Magnus)
- 2025: The Electric State (Stimme von Cosmo)